# Vitomir Čavrlj
Vitomir Čavrlj (ur. 10 listopada 1983 w Splicie) – chorwacki wioślarz.

## Osiągnięcia
- Mistrzostwa Świata Juniorów – Amsterdam 2006 – ósemka – 2. miejsce[1].
- Mistrzostwa Świata – Monachium 2007 – ósemka – 14. miejsce[1].
- Mistrzostwa Świata – Linz 2008 – dwójka ze sternikiem – 11. miejsce[1].
- Mistrzostwa Europy – Ateny 2008 – ósemka – 5. miejsce[1].
- Mistrzostwa Europy – Montemor-o-Velho 2010 – dwójka bez sternika – 9. miejsce[1].